# Uitgeverij Vrijdag
Uitgeverij Vrijdag was een onafhankelijke literaire uitgeverij in Antwerpen die in 2008 werd opgericht en in 2024 werd overgenomen door Uitgeverij Pelckmans.

## Geschiedenis
Uitgeverij Vrijdag werd door Rudy Vanschoonbeek opgericht in juni 2008. De uitgeverij brengt vooral Vlaamse auteurs en focust op literatuur en kwalitatieve non-fictie. Het toneelstuk Vrijdag van Hugo Claus was de inspiratie voor de naam van de uitgeverij. Uitgeverij Vrijdag is uitgever van het literair-culturele tijdschrift Dietsche Warande & Belfort. 
In 2011 richtte Rudy Vanschoonbeek de firma "Elkedag Boeken" op waarin uitgeverij Vrijdag met een twintig tal andere uitgeverijen (oa. Wereldbibliotheek, De Harmonie en Podium) samenwerkte voor de verkoop en publiciteit van hun uitgaven. De distributie werd gecentraliseerd bij het Centraal Boekhuis.

## Auteurs (selectie)
- Arnon Grunberg
- Dirk Rochtus
- Celia Ledoux
- Elvis Peeters
- Etienne Vermeersch
- Fikry El Azzouzi
- Geert Hoste
- Greet De Keyser
- Guido Eekhaut
- Ivan De Vadder & Karl Meersman
- Jeroom
- Louis van Dievel
- Ludo Abicht
- Michel Faber
- Michel Follet
- Pat Donnez
- Patrick Conrad
- Toon Horsten
- Maud Vanhauwaert
- Veerle Wouters & Hendrik Vuye
- Walter van den Broeck
- Jos Pierreux